# Session du Conseil d'État
Vous lisez un « article de qualité » labellisé en 2021.
Session du Conseil d'État (en portugais : Sessão do Conselho de Estado) est un tableau historique réalisé par la peintre brésilienne Georgina de Albuquerque en 1922. Il représente la séance du 2 septembre 1822 du Conseil d'État du Brésil, qui a précédé la déclaration de l'indépendance du Brésil.
L'œuvre est importante pour au moins deux raisons. C'est une toile académique peinte par une femme, au Brésil, à l'époque où ce type de tableau était principalement réalisé par des hommes. Elle présente également une perspective de genre sur l'indépendance du Brésil, dans la mesure où elle met en évidence la participation de la princesse Marie-Léopoldine dans le processus politique de la rupture coloniale de 1822.
Pour cette œuvre, Albuquerque reçoit le prix de l'Exposition d'art contemporain et d'art rétrospective à l'occasion du Centenaire de l'indépendance. L'objectif de ce concours était de sélectionner les toiles qui représentaient le mieux les événements historiques de l'indépendance du Brésil. L'œuvre lauréate est ainsi achetée par le gouvernement brésilien afin de l'intégrer à la collection de l'École nationale des Beaux-Arts. La toile est ensuite donnée au musée historique national du Brésil, situé à Rio de Janeiro.

## Description
Le tableau de Georgina de Albuquerque est réalisé à la peinture à l'huile. Il est de dimensions assez larges (210 × 265 centimètres), ses couleurs prédominantes sont l'orange, le rose et le jaune. Le tableau est décrit comme ayant de la « vie » et du « mouvement ». En arrière-plan, une lumière directe provenant d'une fenêtre, possiblement ouverte vers un parc, contribue à donner une tonalité chaude à la peinture. Les traits de l'artiste sont forts et peu définis,.
L'objet central de l'image est une table de forme rectangulaire. C'est un objet travaillé avec trois pieds en bois sculptés et arrondis. À côté de la table, on trouve des chaises et une console, sur laquelle ont été posés un candélabre et une horloge qui indique 11 h.
Marie-Léopoldine d'Autriche est au centre de la toile, lors d'une réunion avec le Conseil des procureurs généraux des provinces du Brésil, au Palais impérial, à Rio de Janeiro. Elle est de profil, assise sur une chaise dont le tissu a des motifs floraux, dans le quart bas-gauche de l'œuvre. Elle est accoudée de son bras gauche sur la table, tenant des feuilles de papier, tandis que son autre bras repose sur l'accoudoir de sa chaise. Les feuilles que la princesse tient sont des ordres pour que l'empereur Pierre Ier rentre au Portugal. Dans la scène, la princesse est dépeinte comme centrale pour le dessein politique de l'indépendance.

« La façon dont elle peint [le portrait de Marie-Léopoldine] doit aussi être noté : elle n'est pas au centre, avec une épée, ayant en dessous d'elle des hommes (ou le peuple, si l'on préfère), comme on le voyait souvent dans les peintures allégoriques ou dans celles où le héros était un homme. Cette héroïne est sereine (en contraposition à l'idée de femme comme un être dépourvu de contrôle sur ses passions) ; elle ne se place pas au-dessus des hommes (mais elle leur rend hommage, même s'ils sont plus hauts qu'elle) ; elle ne fait pas la guerre, mais la prépare ; elle ne pousse pas « le cri », mais l'engendre, sa force est intellectuelle. »

Sont aussi présents à la réunion José Bonifácio de Andrada e Silva, avec qui Marie-Léopoldine interagit, et Martim Francisco Ribeiro de Andrada, assis. Avec les mains sur la table, à côté d'Andrada e Silva, se trouve Joaquim Gonçalves Ledo. José Clemente Pereira est derrière Ribeiro de Andrada. Derrière Andrada e Silva, on trouve Caetano Pinto de Miranda Montenegro, Manuel Antônio Farinha, Lucas José Obes et Luiz Pereira da Nóbrega. Les conseillers sont habillés en uniforme, avec des pantalons clairs et des vestes vertes. La réunion a lieu sans la présence de l'empereur Pierre Ier, en voyage à São Paulo.

## Contexte

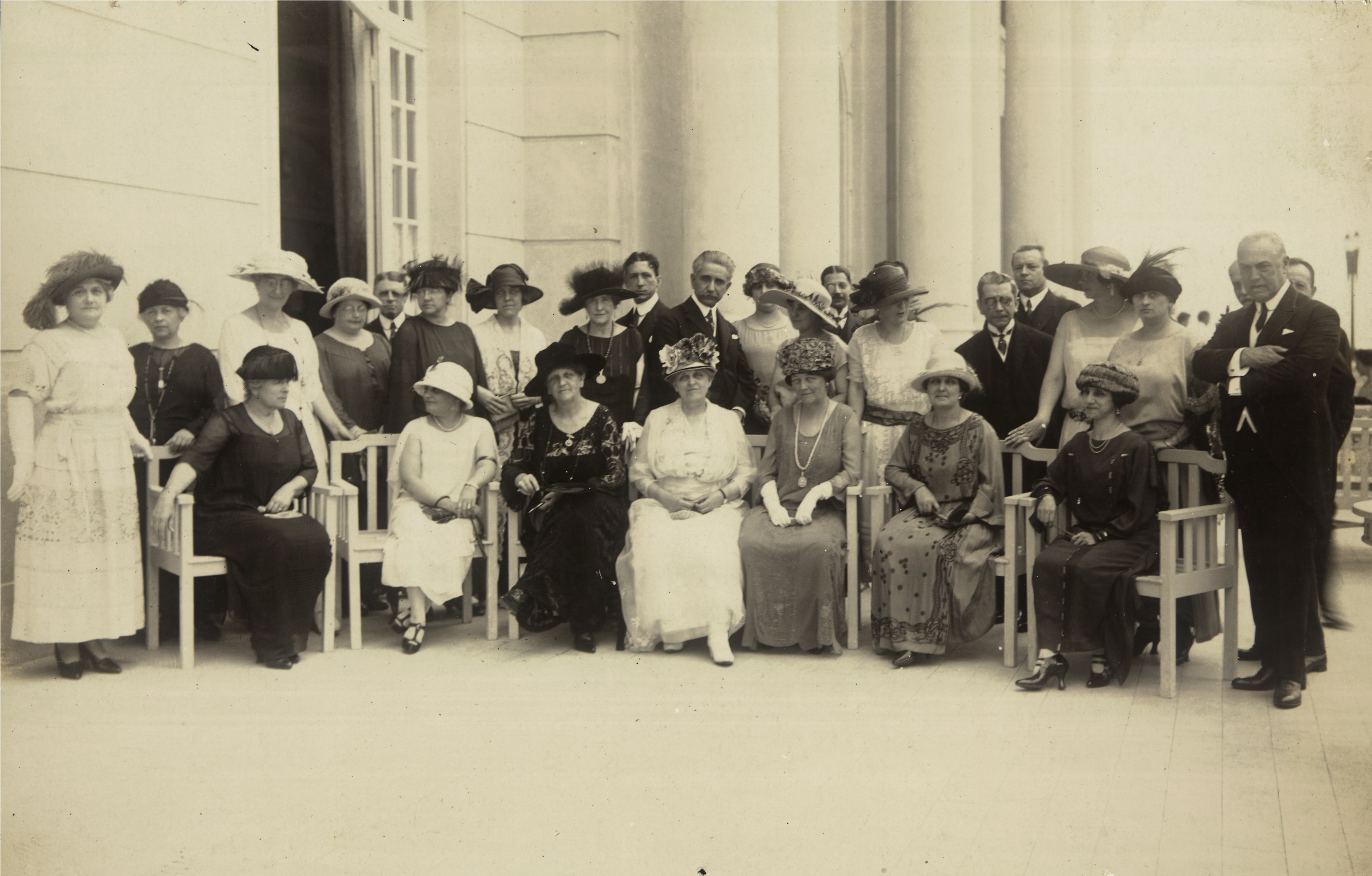
Premier Congrès féministe du Brésil, en 1922.

Georgina de Albuquerque peint Session du Conseil d'État pendant une période de conflit social pour le suffrage féminin. En 1922, Bertha Lutz et d'autres suffragettes organisent le premier congrès féministe au Brésil et fondent la Fédération brésilienne pour le progrès des femmes. Ce contexte se reflète dans la réalisation et l'interprétation de l'œuvre, ainsi que dans la carrière de l'artiste.
La peinture d'Albuquerque, bien que ce ne soit peut-être pas l'intention de l'artiste, soutiendrait « la lutte féministe pour la reconnaissance du droit de vote des femmes et de la pleine citoyenneté [au début du XXe siècle], en dépeignant Marie-Léopoldine en pleine action politique, en décidant de la direction du pays ». D'un autre côté, les cercles académiques et le marché de la peinture historique étaient presque exclusivement masculins et, dans ce cas, la trajectoire d'Albuquerque est marquée par la « persévérance » et une rupture avec la croyance dominante selon laquelle « soumission et modestie » étaient les principales caractéristiques des femmes.
La création du tableau et son exposition ont lieu alors que la carrière d'Albuquerque est déjà bien reconnue. Ses œuvres sont mises en valeur dans les salons artistiques des années 1907, 1912, 1914 et 1919. En 1920, elle prend part au jury académique d'un concours artistique, devenant la première femme à participer à un jury de ce type au Brésil. Ainsi, en 1921, au début de la production de Session du Conseil d'État, la peintre a déjà une situation professionnelle stable et jouit d'un bon succès commercial.
Georgina de Albuquerque a produit, dans des œuvres de la première moitié du XXe siècle, des toiles montrant des femmes ayant un rôle central. Une caractéristique importante de Session du Conseil d'État c'est que ce rôle central a lieu dans un environnement dominé par la présence masculine. La représentation de la scène de 1822 est réalisée grâce à des recherches à l'École nationale des beaux-arts et à l'Institut historique et géographique brésilien.
En 1922, la Semaine d'art moderne a lieu pendant qu'Albuquerque expose l'œuvre pour la première fois. C'est une période de changements dans les canons artistiques qui influence l'artiste. Dans Session du Conseil d'État, Albuquerque associe le modernisme, un mouvement artistique en plein essor à l'époque, et la peinture classique, dite académique, déjà en déclin. Parmi les avant-gardes modernistes, la peintre impressionniste américaine Mary Cassatt l'influence tout particulièrement.

## Style

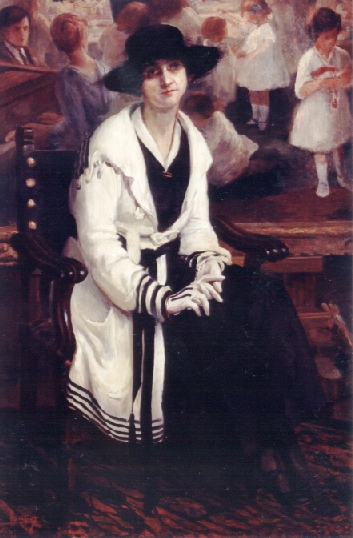
Georgina de Albuquerque selon la représentation de Lucílio de Albuquerque.

Du point de vue stylistique, la toile a été décrite comme étant « d'une audace contenue ». C'est parce que, d'une certaine manière, elle « contredit clairement certaines attentes qui guident l'opinion commune sur ce que devrait être une peinture historique », comme le triomphalisme et l'héroïsme masculin. Par ailleurs, la toile est marquée par une forme d'« académisation de l'impressionnisme », car, bien que les couleurs et la technique ne soient pas académiques, il y a des éléments conventionnels de la peinture historique dans l'œuvre, en particulier le cadrage et le thème.
La toile rassemble ainsi des éléments de deux mouvements artistiques au Brésil, le modernisme et l'académisme : ce dernier est caractérisé dans le tableau par le thème historique, le type de cadrage classique des personnages de la scène, la dimension de l'œuvre et une certaine recherche de fiabilité dans les traits des personnalités représentées. Des influences impressionnistes ont également été identifiées, comme la dilution de la réalité : bien qu'il soit possible de reconnaître les personnages, ils ne sont pas représentés avec précision. Cette rencontre d'influences de différents mouvements artistiques dans l'œuvre la caractérise donc comme « une solution de compromis entre le thème académique et le style impressionniste », c'est le travail d'une peintre « conservatrice dans le langage, audacieuse dans la subversion sociale et esthétique du genre ».
À propos de l'option stylistique d'Albuquerque, la sociologue Ana Paula Cavalcanti Simioni a écrit :

« D'un point de vue formel, le moins que l'on puisse dire, c'est que Georgina a été timide, car elle a recherché une solution de compromis, souvent utilisée par des artistes français qu'elle a rencontrés, soit en tant qu'étudiante, soit en tant que spectatrice, pendant son stage en France. De telles formules, toujours présentes dans les années 1980 chez les artistes dits du « juste milieu », ont été absorbées par plusieurs autres artistes brésiliens tels que Visconti, Calixto, Amoedo, Décio Villares, Manoel Lopes Rodrigues, Firmino Monteiro, entre autres, se constituant comme un type de performance sûr, avec une audience relativement stable, ou, autrement dit, une envie de se remettre à jour, un goût pour le moderne, mais sans grandes envies de rupture avec le système académique. »

## Imaginaire de l'indépendance

L'Indépendance ou la Mort, par Pedro Américo.

Session du Conseil d'État marque un contrepoint à l'œuvre académique L'Indépendance ou la Mort de Pedro Américo, la plus connue des œuvres représentant la fin de la situation coloniale brésilienne. Là, la proclamation de l'indépendance est dépeinte à partir de l'héroïcisation de l'empereur Pierre Ier, l'épée à la main, dans une scène triomphale. Albuquerque s'oppose à la représentation d'Américo par l'adoption d'un personnage féminin central, l'inversion du rôle attendu parmi les personnes représentées, dans laquelle les figurants sont au-dessus de Marie-Léopoldine, et l'adoption d'un style impressionniste,.
La sociologue Ana Paula Simioni indique que :

« Marie-Léopoldine est représentée comme l'antipode de son mari : élégante, sereine, d'une noble tranquillité, sa force ne vient pas de ses caractéristiques physiques tangibles, mais d'une suprématie intellectuelle, corroborée par la posture d'une chef d'État. On peut imaginer que l'artiste a voulu introduire l'idée que la princesse n'a pas « donné le cri », mais l'a engendré, laissant son mari s'occuper de la simple exécution de l'action. »

La représentation de l'indépendance dans l'œuvre d'Albuquerque ne prend pas un caractère guerrier, « une décision provoquée par l'élan de l'indignation », mais apparaît comme étant « le résultat d'une planification sereine, d'une articulation politique menée par des diplomates dont la force vient de l'intellect, et non du physique guerrier vigoureux ». La représentation qu'Albuquerque présente contribue à une ligne historiographique, qui ne décrit pas la fin de la situation coloniale du Brésil comme une rupture, mais comme un processus national progressif, auquel le Conseil d’État a garanti cohésion et stabilité,,.

## Représentation de Marie-Léopoldine

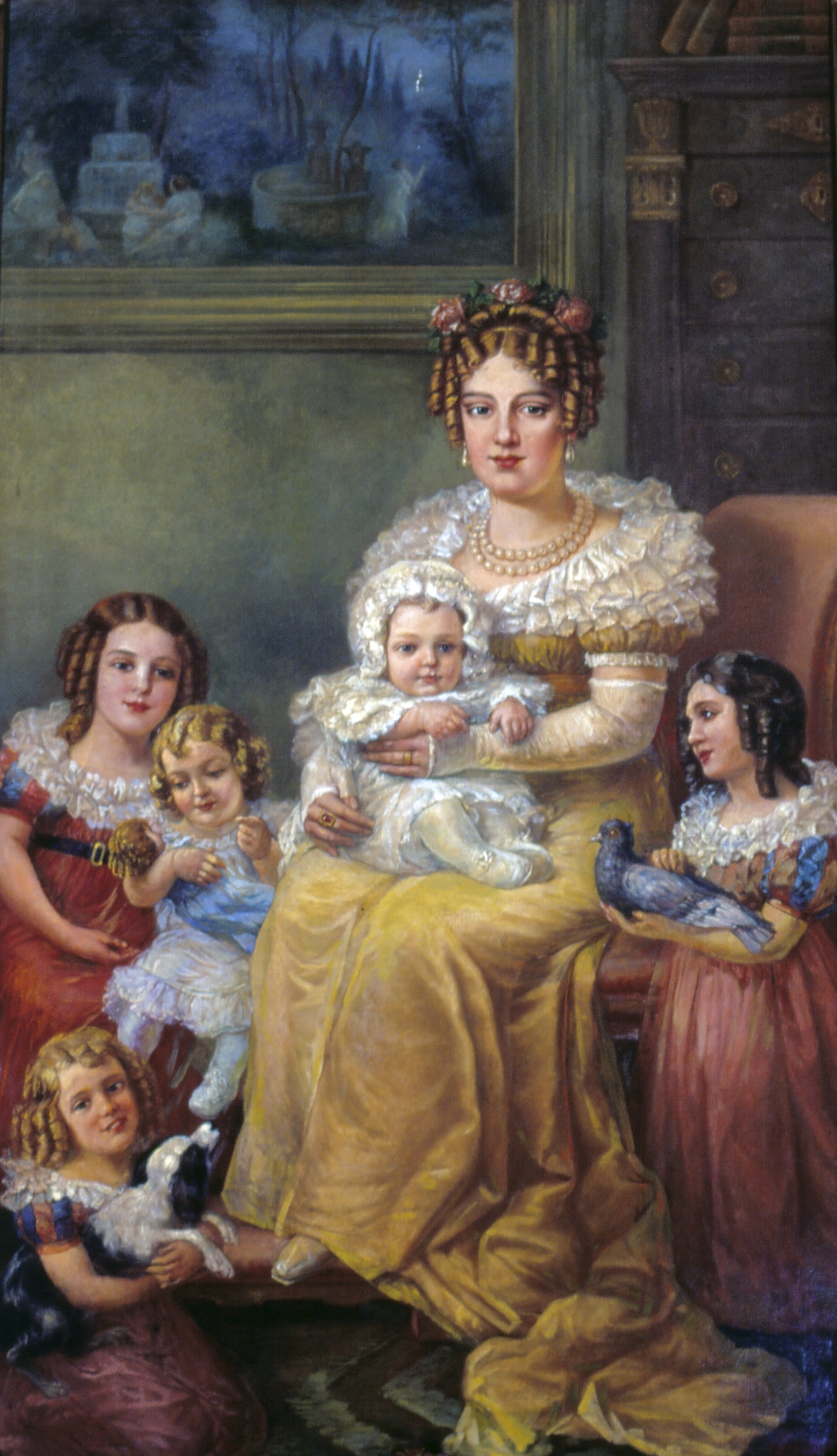
Portrait de Marie-Léopoldine de Habsbourg et ses enfants (1921), par Domenico Failutti.

La peinture d'Albuquerque contraste avec l'œuvre Portrait de Léopoldine de Habsbourg et de ses enfants, de Domenico Failutti, également produite à l'occasion des célébrations du centenaire de l'indépendance du Brésil. Les œuvres établissent une « bataille visuelle », par la manière dont elles diffèrent dans la représentation de Marie-Léopoldine.
D'une part, dans son travail, Albuquerque semble avoir fait écho à la lutte féministe en plaçant la princesse dans le rôle de sujet historique, contredisant l'idéologie dominante selon laquelle les femmes n'avaient que la fonction domestique. D'autre part, Failutti représente Marie-Léopoldine comme une mère vertueuse stéréotypée. C'était en fait une option déclarée du directeur de l'époque du Museu Paulista Afonso d'Escragnolle Taunay, lors de la commande de la toile à Failutti. Dans cette comparaison, Session du Conseil d'État montre une « nouvelle femme », contribuant à modifier les conceptions des relations de genre dominantes à l'époque.
La représentation de la princesse comme figure centrale de l'indépendance, en fait, contredit la convention académique qui consiste à dépeindre les femmes comme des paraboles de la nation, violée par la colonisation. L'œuvre de Victor Meirelles, qui représente le Brésil comme une indigène nue et morte, est emblématique en ce sens dans Moema. Marie-Léopoldine, du point de vue d'Albuquerque, n'est pas une victime ou un personnage passif, mais un agent du processus de rupture avec la situation coloniale.

## Réception
Session du Conseil d'État a été présentée publiquement à l'exposition d'art contemporain et d'art rétrospectif pour le centenaire de l'indépendance, qui a débuté le 12 novembre 1922. Le tableau a été sélectionné en 1923, de même que des œuvres d'Augusto Bracet, Helios Seelinger et Pedro Bruno, pour être acheté pour la collection de l'État,, le prix principal de cette exposition, dont le but était d'acquérir des œuvres faisant référence à la formation nationale du Brésil. La sélection a été faite par Flexa Ribeiro, Archimedes Memória et Rodolfo Chambelland, avec pour tâche principale de rechercher de nouvelles représentations iconographiques pour l'interprétation historique de l'indépendance. Le travail d'Albuquerque a été décrit plus tard comme « la plus importante » de ces nouvelles représentations.
Acquise par le gouvernement brésilien, qui l'intègre à la collection de l'École nationale des Beaux-Arts, la toile est donnée par l'école au musée historique national du Brésil, à Rio de Janeiro, la même année, en 1923,,.
L'œuvre, surtout en raison de ses dimensions, a conduit Albuquerque à se consolider en tant que nom principal du mouvement académique au Brésil, en particulier de l'École nationale des Beaux-Arts, dont elle est devenue la directrice en 1952. De plus, elle est considérée comme un exemple pour s'être établie en tant que peintre professionnelle dans un domaine jusque-là fondamentalement dominé par les hommes.

### Critique
Dans le magazine Ilustração Brasileira, le critique d'art Ercole Cremona a célébré le tableau d'Albuquerque comme « une belle œuvre inspirée des concepts de Rocha Pombo », dans laquelle la peintre « a imprimé à la toile toute sa grande âme, tout son sentiment et sa merveilleuse technique de peinture, y plaçant des figures émouvantes et bien dessinées, des attitudes résolues et des gammes résolues avec une grande connaissance ». Dans la Revista da Semana, le travail a été décrit comme « une grande toile, inclinée au goût moderne, joyeuse à l'œil par sa polychromie, agréable aux esprits pour son thème. »
Dans une note dans O Jornal, il a été écrit que : « La figure de la princesse est magnifique, dans la pureté de ses lignes et dans la noblesse de son attitude ». En revanche, José Bonifácio, debout, apparemment exposant à Marie-Léopoldine la crise entre Portugal et la colonie, manque plus de visibilité. Il y aurait une erreur historiographique sur la toile, considérée comme « sérieuse » : l'uniforme des membres du Conseil aurait dû être bleu, la couleur de ce type de vêtement lors du Premier règne, et il est peint en vert, la couleur de l'Empire.